# Grippina aupouria
Grippina aupouria is een tweekleppigensoort uit de familie van de Spheniopsidae. De wetenschappelijke naam van de soort is voor het eerst geldig gepubliceerd in 1937 door Powell.